# Kongres tańczy
Kongres tańczy (niem. Der Kongress Tanzt) niemiecka operetka filmowa uznawana za jedną z najlepszych w tamtych czasach. Film nakręcony na wesoło o historii kongresu wiedeńskiego z 1815 roku z pierwszoplanowym romansem cara Aleksandra I

## Obsada
- Lilian Harvey
- Willy Fritsch
- Conrad Veidt
- Otto Wallburg
- Carl-Heinz Schroth
- Lil Dagover
- Adele Sandrock